# マイ・ネーム・イズ・バディ
『マイ・ネーム・イズ・バディ』（My Name Is Buddy）は、アメリカ合衆国のギタリスト、ライ・クーダーが2007年に発表したスタジオ・アルバム。

## 背景
前作『チャヴェス・ラヴィーン』（2005年）、次作『アイ・フラットヘッド』（2008年）と共に、クーダーが「カリフォルニア三部作」として発表した作品の一つである。
本作は「バディ」という名前のネコを主人公とした物語で、クーダーは、レコード店のマスコットであった「スーツケースの中で眠っていたネコ」の話を聞いて、本作のストーリーの着想を得た。なお、「バディ」は本作のジャケットにも描かれており、本作の初回盤CDには、ストーリーおよび挿絵の記されたブックレットが付属している。また、本作にはバディの友達であるネズミの「レフティ・ザ・マウス」、クー・クラックス・クランにより家を追われた盲目のヒキガエル「トム・トード牧師」といったキャラクターも登場する。収録曲「レッド・キャット・ティル・アイ・ダイ〜死ぬまで赤い猫」は、参加ミュージシャンの名前がクレジットに明記されておらず、バディ（ボーカル、ギター）、レフティ・ザ・マウス（フィドル）、トム・トード牧師（タンブリン）の3匹でレコーディングされたという設定になっている。
「J. エドガー」は、ジョン・エドガー・フーヴァーをブタに戯画化した曲である。「グリーン・ドッグ」には、ジャッキー・テラソンやステフォン・ハリスといったジャズ・ミュージシャンがゲスト参加した。

## 反響
母国アメリカのBillboard 200では168位に達した。ノルウェーのアルバム・チャートでは4週トップ40入りし、最高10位を記録するヒットとなり、クーダー関連のアルバムとしては、リトル・ヴィレッジ名義のアルバム『リトル・ヴィレッジ』（1992年）以来15年ぶりに同国でトップ10入りを果たした。全英アルバムチャートでは3週トップ100入りし、最高41位を記録した。

## 評価
本作は第50回グラミー賞において最優秀コンテンポラリー・フォーク/アメリカーナ賞にノミネートされた。
Thom Jurekはオールミュージックにおいて5点満点中4点を付け「全17曲ともそれぞれ強力で注目に値し、作品の全体像を完璧たらしめているので、一部の曲を選り抜くのは、ほとんど無意味な行為である」と評している。また、ティム・アダムスは『オブザーバー』紙のレビューで満点の5点を付け「3匹の突飛なキャラクターと連れ立って、ダストボウル時代のブルース、ゴスペル、フォーク、ブルーグラスといったアメリカ固有の音楽を巡る旅路」と評している。

## 収録曲
特記なき楽曲はライ・クーダー作。
1. スーツケース・イン・マイ・ハンド〜スーツケースを手に - Suitcase in My Hand - 2:54
2. キャット・アンド・マウス〜猫とネズミ - Cat and Mouse - 5:03
3. ストライキ! - Strike! - 5:07
4. J. エドガー - J. Edgar - 2:37
5. フットプリンツ・イン・ザ・スノー〜雪の中の足跡 - Footprints in the Snow (Bill Monroe, Ry Cooder) - 3:07
6. サンダウン・タウン（トム・トード牧師） - Sundown Town (The Reverend Tom Toad) (R. Cooder, Joachim Cooder) - 2:57
7. グリーン・ドッグ - Green Dog - 7:33
8. ザ・ダイイング・トラック・ドライヴァー〜死にそうなトラック運転手 - The Dying Truck Driver - 4:56
9. クリスマス・イン・サウスゲート - Christmas in Southgate - 3:27
10. ハンク・ウィリアムス - Hank Williams - 4:08
11. レッド・キャット・ティル・アイ・ダイ〜死ぬまで赤い猫 - Red Cat Till I Die - 3:08
12. スリー・コード・アンド・ザ・トゥルース〜3つのコードと真実 - Three Chords and the Truth (R. Cooder, J. Cooder) - 5:02
13. マイ・ネーム・イズ・バディ - My Name Is Buddy - 3:12
14. ワン・キャット、ワン・ヴォート、ワン・ビアー〜猫、投票、ビール - One Cat, One Vote, One Beer (R. Cooder, J. Cooder, Jared Smith) - 4:15
15. カードボード・アヴェニュー〜ダンボール通り - Cardboard Avenue - 4:34
16. ファーム・ガール - Farm Girl - 3:55
17. ゼアーズ・ア・ブライト・サイド・サムホエア〜どこかに素晴らしい場所が - There's a Bright Side Somewhere (Traditional / new lyrics by R. Cooder) - 4:48

## 参加ミュージシャン
- ライ・クーダー - ボーカル、ギター、ベース、バホ・セクスト、マンドリン、バンジョー、キーボード
- ヴァン・ダイク・パークス - ピアノ(on #2, #5, #9, #17)
- ジャッキー・テラソン - ピアノ(on #7)
- レネ・カマチョ - ベース(on #5, #9)
- マイク・エリゾンド - ベース(on #10, #15, #16, #17)
- ヨアキム・クーダー（英語版） - ドラムス(on #1, #3, #5, #7, #9, #10, #12, #13)、パーカッション(on #14, #15)、キーボード(on #14)
- ジム・ケルトナー - ドラムス(on #6, #12, #15, #16, #17)
- ステフォン・ハリス（英語版） - ヴィブラフォン(on #7)、マリンバ(on #7)
- ローランド・ホワイト - ボーカル(on #1, #5, #8)、マンドリン(on #5, #8, #9, #15, #16)
- パディ・モローニ - ティン・ホイッスル(on #1, #17)、イリアン・パイプス(on #1)
- マイク・シーガー - バンジョー(on #1, #4)、フィドル(on #1, #3, #5, #9, #15, #16, #17)、ハーモニカ(on #3, #8)、ジューズ・ハープ(on #3)
- ピート・シーガー - バンジョー(on #4)
- フラコ・ヒメネス - アコーディオン(on #5, #9, #17)
- ジョン・ハッセル - トランペット(on #14)
- テリー・エヴァンス - ボーカル(on #6)
- ボビー・キング - ボーカル(on #6)
- Juliette Commagere - ボーカル(on #7, #16)